# پلاتلینگ
شهر پلاتلینگ (به آلمانی: Plattling) در ایالت بایرن در کشور آلمان واقع شده‌است.